# 塔姆沃特 (华盛顿州)

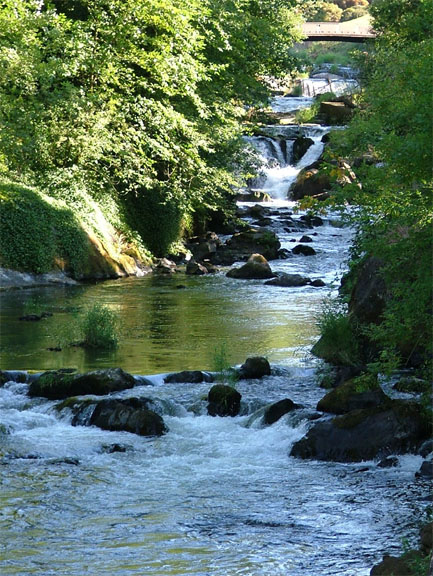
Deschutes河中的塔姆沃特瀑布

塔姆沃特（Tumwater）位於美國華盛頓州瑟斯頓郡，Deschutes河進入Budd灣的出海口，普吉特海湾最南端。2010年美國人口普查時人口為17,371人。瑟斯頓郡－－包含莱西、奧林匹亞和塔姆沃特－－則擁有252,264人。

## 資料來源
1. ↑  .   [2009-05-26]. （原始内容存档于2009-07-30）.
2. ↑  . United States Census Bureau.   [2008-01-31].
3. ↑  . United States Geological Survey. 2007-10-25  [2008-01-31].

## 外部連結
- 華盛頓州塔姆沃特市 (官方網站)
- Michael T Simmons－－找個墳墓(Findagrave) （页面存档备份，存于）
- George Bush－－找個墳墓(Findagrave) （页面存档备份，存于）